# Archeochaete
Archeochaete là một chi rêu trong họ Pseudolepicoleaceae.